# アーデルハイト・フォン・ブルグント

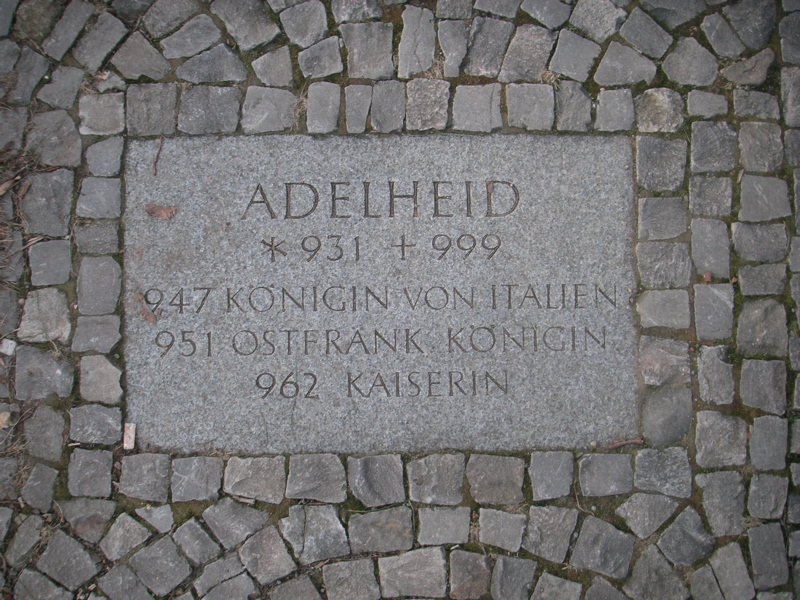
マクデブルク大聖堂広場の「オットー大帝の道（Weg der Ottonen）」にあるアーデルハイトを記念した敷石

アーデルハイト・フォン・ブルグント（Adelheid von Burgund, 931/932年 - 999年12月16日）は、イタリア王妃、東フランク王妃、そして最初の神聖ローマ帝国皇后。カトリック教会の聖人。オットー1世大帝の2番目の妃で、皇帝オットー2世の母親、皇帝オットー3世の祖母である。

## 生涯
ブルグント王でイタリア対立王でもあったルドルフ2世と、その妻でシュヴァーベン公ブルヒャルト2世の娘であるベルタの間の娘として生まれた。947年12月12日、15歳で父のイタリア王位をめぐるライバルだったボゾン家の子息ロターリオ（ロテール）2世に嫁いだ。この縁組はルドルフ2世とロターリオの父であるプロヴァンス王ユーグの間の講和の一環だった。
ロターリオは950年に急死し、イタリア王位を襲ったのはイヴレーア辺境伯ベレンガーリオ（2世）だった。聖人暦によれば、ロターリオはベレンガーリオに毒殺されたとされる。ベレンガーリオは自らの権力固めのために、自分の息子アダルベルト2世をイタリア王位の相続権を持つ前王妃アーデルハイトと結婚させようとした。アーデルハイトがこれを拒むと、ベレンガーリオは彼女をコモの城に4ヶ月間幽閉した。王妃は幽閉先を逃れてカノッサ伯アダルベルト・アットーのカノッサ城に保護されたが、この城も間もなくベレンガーリオの軍隊に包囲された。
窮地に陥ったアーデルハイトは、東フランク王オットー1世に使者を送り、救援を求めた。オットー1世は951年にイタリア遠征を行ってベレンガーリオ父子を追い出し、救出されたアーデルハイトはパヴィーアでオットーと結婚した。
953年、オットーと先妻エドギタの間の一人息子リウドルフが父に対する反乱を起こして失脚すると、その没収された所領は全てアーデルハイトの所領とされた。962年2月2日にオットーが教皇ヨハネス12世によってローマ皇帝の帝冠を授けられた際、極めて異例のことながら、アーデルハイトも夫の戴冠式において皇后として戴冠した。966年、アーデルハイトはオットー大帝の3度目のイタリア遠征にも同行した。
973年に夫と死別すると、アーデルハイト所生のオットー2世が後を継ぎ、彼女はしばらく皇帝の母后として宮廷で大きな影響力を誇った。しかしギリシャ出身の皇后テオファヌが姑を疎んじたため、978年にアーデルハイトは息子の宮廷を去った。アーデルハイトはイタリアに住んだり、兄のブルグント王コンラート3世の宮廷で暮らした。アーデルハイトは兄ブルグント王を通じて息子オットー2世と和解し、オットー2世は983年に母をイタリア副王に任命した。
しかしオットー2世は同年に死去し、幼いオットー3世が東フランク王位に就いた。オットー3世の母テオファヌが摂政の地位を占め、祖母アーデルハイトやその他の親族は国政への口出しを制限された。991年にテオファヌ皇后が死亡すると、アーデルハイトは高齢ながら孫オットー3世の摂政に就任し、マインツ大司教ヴィリギスの補佐を受けて国政を担った。
995年にオットー3世が親政を開始した後、アーデルハイトは教会や修道院の建設・修復を始めとする慈善活動に本格的に取り組んだ。アーデルハイトはクリュニー修道院の改革運動とも密接な関わりを保ち続けたほか、スラヴ人の改宗にも関心を持っていた。999年12月16日、国内の反乱に苦しむ甥のブルグント王ルドルフ3世の救援に赴く途中で、自らが建立したアルザスのセルツ修道院で死去した。
アーデルハイトは1097年、教皇ウルバヌス2世によって列聖された。祝日は死去した12月16日である。作曲家ジョアキーノ・ロッシーニは、1817年にアーデルハイトを主人公にしたオペラ『ボルゴーニャのアデライーデ』を発表した。

## 子女
最初の夫ロターリオ2世との間に娘を1人もうけた。
- エマ（948年 - ?） - 西フランク王ロテールと結婚

2番目の夫オットー1世との間には3男1女の4人の子女をもうけた。
- ハインリヒ（952年 - 954年）
- ブルーノ（953年）
- マティルデ（954年 - 999年） - クヴェトリンブルク女子修道院長
- オットー2世（955年 - 983年） - 神聖ローマ皇帝